# Botanophila nordica
Botanophila nordica este o specie de muște din genul Botanophila, familia Anthomyiidae. A fost descrisă pentru prima dată de Huckett în anul 1965. Conform Catalogue of Life specia Botanophila nordica nu are subspecii cunoscute.